# PTER
PTER (англ. Phosphotriesterase related) – білок, який кодується однойменним геном, розташованим у людей на 10-й хромосомі. Довжина поліпептидного ланцюга білка становить 349 амінокислот, а молекулярна маса — 39 018.
| 10         |  | 20         |  | 30         |  | 40         |  | 50         |
| ---------- |  | ---------- |  | ---------- |  | ---------- |  | ---------- |
| MSSLSGKVQT |  | VLGLVEPSKL |  | GRTLTHEHLA |  | MTFDCCYCPP |  | PPCQEAISKE |
| PIVMKNLYWI |  | QKNAYSHKEN |  | LQLNQETEAI |  | KEELLYFKAN |  | GGGALVENTT |
| TGISRDTQTL |  | KRLAEETGVH |  | IISGAGFYVD |  | ATHSSETRAM |  | SVEQLTDVLM |
| NEILHGADGT |  | SIKCGIIGEI |  | GCSWPLTESE |  | RKVLQATAHA |  | QAQLGCPVII |
| HPGRSSRAPF |  | QIIRILQEAG |  | ADISKTVMSH |  | LDRTILDKKE |  | LLEFAQLGCY |
| LEYDLFGTEL |  | LHYQLGPDID |  | MPDDNKRIRR |  | VRLLVEEGCE |  | DRILVAHDIH |
| TKTRLMKYGG |  | HGYSHILTNV |  | VPKMLLRGIT |  | ENVLDKILIE |  | NPKQWLTFK  |

A: Аланін

C: Цистеїн

D: Аспарагінова кислота

E: Глутамінова кислота

F: Фенілаланін

G: Гліцин

H: Гістидин

I: Ізолейцин

K: Лізин

L: Лейцин

M: Метіонін

N: Аспарагін

P: Пролін

Q: Глутамін

R: Аргінін

S: Серин

T: Треонін

V: Валін

W: Триптофан

Кодований геном білок за функцією належить до гідролаз. 
Задіяний у такому біологічному процесі, як альтернативний сплайсинг. 
Білок має сайт для зв'язування з іонами металів. 